# PGC 52202
LEDA/PGC 52202, auch UGC 9412, ist eine Balken-Spiralgalaxie vom Hubble-Typ SBc mit aktivem Galaxienkern im Sternbild Drache am Nordsternhimmel. Sie ist schätzungsweise 426 Millionen Lichtjahre von der Milchstraße entfernt und hat einen Durchmesser von etwa 80.000 Lichtjahren. Vom Sonnensystem aus entfernt sich das Objekt mit einer errechneten Radialgeschwindigkeit von näherungsweise 9.400 Kilometern pro Sekunde.
Im selben Himmelsareal befinden sich unter anderem die Galaxien PGC 52184, PGC 2577526, PGC 2579849, PGC 2588816.